# Mike Hessel
John Michael Hessel, detto Mike (Portland, 6 dicembre 1942), è un ex slittinista statunitense.

## Partecipazioni olimpiche
| Competizione | Pos. | Data            | Città     |
| ------------ | ---- | --------------- | --------- |
| Singolo      | 22ª  | 4 febbraio 1964 | Innsbruck |
| Singolo      | 30ª  | 4 febbraio 1968 | Grenoble  |
| Singolo      | AC   | 7 febbraio 1972 | Sapporo   |